# Cuckoo (film)
Ne doit pas être confondu avec Cuckoo (série télévisée).
Pour plus de détails, voir Fiche technique et Distribution.
Cuckoo est un film d'horreur germano-américain réalisé par Tilman Singer et sorti en 2024. Le film met en vedette Hunter Schafer, Dan Stevens et Jessica Henwick.
Il est présenté à la Berlinale 2024.

## Synopsis
Après la mort de sa mère, Gretchen, une adolescente de 17 ans en deuil, déménage avec son père Luis, sa belle-mère Beth et sa demi-sœur muette de 8 ans Alma dans un complexe hôtelier des Alpes bavaroises. La famille est là pour aider à construire un nouvel hôtel, supervisé par l'énigmatique Herr König, qui propose à Gretchen un emploi à la réception pour l'aider à s'adapter. Dans la discussion, Herr König insiste pour reconduire Gretchen chez elle en voiture le soir, alors que Gretchen veut rentrer à vélo.
Des choses étranges commencent à se produire. Alors qu'elle travaille à la réception, Gretchen rencontre plusieurs clientes qui vomissent. Dans la chambre de Gretchen, Alma se met à avoir des convulsions, déclenchées par un mystérieux cri réverbérant. Gretchen, qui joue de la guitare avec un casque audio, ne remarque rien, jusqu'à ce qu'elle se tourne vers Alma. Elle retire alors son casque, et le cri lui faire revivre les secondes précédentes, en boucle. Un soir, Gretchen fait une rencontre terrifiante avec une femme encapuchonnée alors qu'elle rentre chez elle à vélo, mais l'incident est rejeté par la police comme étant une farce.
Gretchen rencontre un détective nommé Henry, qui enquête sur un meurtre lié à la femme encapuchonnée. Elle se rapproche également d'une jeune cliente nommée Ed, et les deux filles envisagent de s'enfuir ensemble. Cependant, leur tentative d'évasion est contrecarrée lorsqu'elles entendent le cri désorientant ; elles manquent d'écraser la femme encapuchonnée, et leur accident de voiture laisse Gretchen grièvement blessée et confinée au complexe, alors qu'Ed se rétablit à l'hôpital. Henry explique à Gretchen qu'il pense que la femme encapuchonnée est responsable d'au moins un meurtre, qui s'est soldé par l'étouffement de la victime avec son propre vomi. Il pense que l'une des femmes que Gretchen a vu vomir plus tôt pourrait être liée. Henry et elle surveillent un chalet, où la femme encapuchonnée attaque la collègue de Gretchen, Trixie, dans le but de lui implanter un mystérieux slime.
Le lendemain, Gretchen confronte Luis et König, exprimant sa désapprobation quant à leur implication dans le complexe. Au cours de la dispute, König révèle accidentellement un colis adressé à la famille et contenant des objets appartenant à la mère de Gretchen. Luis avoue avoir vendu leur ancienne maison familiale. Enragée, Gretchen se retire dans sa chambre avec le colis et écoute les enregistrements sur le répondeur de sa mère. Parmi eux, elle entend un message vocal d'Alma, utilisant la synthèse vocale, implorant la mère de Gretchen de contacter Gretchen pour la rendre heureuse.
Gretchen sort de sa chambre et découvre que sa famille a disparu. König lui dit qu'Alma a eu une autre crise et qu'ils l'ont emmenée à l'hôpital. Il dit qu'il l'emmènera à la gare la plus proche pour qu'elle puisse partir, mais d'abord, ils doivent se rendre chez lui en voiture pour qu'il puisse lui donner de l'argent. Là, König révèle la vérité : Henry est un policier en disgrâce, et la femme encapuchonnée n'est pas humaine, mais membre d'une espèce quasi humaine qui repose sur le parasitisme du couvain, un peu comme les coucous. Ces coucous utilisent leurs cris pour désorienter les humains et déclencher le développement de leurs petits. Les petits des coucous, comme Alma, sont implantés dans des substituts humains et élevés jusqu'à ce qu'ils soient prêts à rejoindre leur véritable espèce. König a expérimenté la préservation de cette espèce dans le complexe, où Beth et Luis ont involontairement séjourné pendant leur lune de miel il y a plusieurs années. König enferme Gretchen dans un pool house et utilise une flûte pour invoquer un spécimen adolescent de l'espèce. Le coucou adolescent est attiré par Gretchen et tente de l'inséminer à l'aide de slime. Cependant, Henry arrive juste à temps, tirant sur König et tuant la créature.
Henry et Gretchen se précipitent à l'hôpital, où König s'était préparé à réunir Alma avec sa vraie mère, la femme encapuchonnée. Gretchen se rend compte qu'Henry a l'intention de tuer non seulement le coucou adulte, mais aussi Alma. Désespérée de sauver sa sœur, Gretchen poignarde Henry avec son couteau papillon. Gretchen atteint Alma et tient la mère à distance en feignant une menace de poignarder Alma. Alma comprend mal et s'enfuit. Gretchen est poursuivie par la mère. Pour atténuer les cris de la mère, elle utilise son casque audio, qu'elle perd cependant dans la poursuite. Elle parvient tout de même à tuer la mère en la poignardant à la gorge.
Gretchen retrouve Alma, regagnant sa confiance en la remerciant pour son message à sa mère. Elles trouvent König toujours en vie et Henry blessé. Voyant les deux hommes les menacer avec des armes à feu, Alma couvre les oreilles de Gretchen et pousse un cri puissant, désorientant les deux hommes suffisamment longtemps pour que les sœurs puissent s'échapper. Henry et König se tuent mutuellement. Dehors, les sœurs sont accueillies par une Ed en convalescence, qui conduit les filles en sécurité, et les trois fuient le complexe.

## Fiche technique
Sauf indication contraire, les informations mentionnées dans cette section peuvent être confirmées par la base de données cinématographiques IMDb,  présente dans la section « Liens externes ».
- Titre original : Cuckoo
- Réalisation et scénario : Tilman Singer
- Musique : Simon Waskow
- Photographie : Paul Faltz
- Sociétés de production : Neon, Fiction Park, Waypoint Entertainment
- Société de distribution : Neon (États-Unis)
- Pays de production :  États-Unis,  Allemagne
- Langue originale : anglais
- Format : couleur — 35 mm[3],[4]
- Genre : horreur
- Durée 102 minutes
- Dates de sortie :
  - Allemagne : 16 février 2024 (Berlinale)
  - États-Unis : 14 mars 2024 (South by Southwest)[5] ; 9 août 2024 (sortie nationale)
  - Canada : 12 avril 2024 (TIFF Next Wave (en))[6] ; 9 août 2024 (sortie nationale)
  - Belgique : 18 avril 2024 (Festival international du film fantastique de Bruxelles)
  - Suisse : 7 juillet 2024 (Festival international du film fantastique de Neuchâtel)[7]
  - France : 27 septembre 2024 (Festival européen du film fantastique de Strasbourg)[8]

## Distribution
Sauf indication contraire, les informations mentionnées dans cette section peuvent être confirmées par la base de données cinématographiques IMDb,  présente dans la section « Liens externes ».
- Hunter Schafer (VQ : Célia Gouin-Arsenault) : Gretchen
- Jan Bluthardt (de) (VQ : Frédéric Desager) : Henry
- Marton Csokas (VQ : Daniel Picard) : Luis
- Jessica Henwick (VQ : Jessica Léveillée-Lemay) : Beth
- Dan Stevens (VQ : Adrien Bletton) : Herr König
- Mila Lieu (VQ : Emma Bao Linh): Alma
- Greta Fernández (VQ : Roxane Tremblay-Marcotte) : Trixie
- Proschat Madani (de) (VQ : Manon Arsenault) : Dr Bonomo
- Àstrid Bergès-Frisbey (VQ : Aurélie Morgane) : Ed
- Konrad Singer (de) (VQ : Nicolas Charbonneaux-Collombet) : Erik
- Kalin Morrow : la femme encapuchonnée

Source et légende : version québécoise (VQ) sur Doublage.qc.ca

## Production
L'idée du film est venue à Tilman Singer d'un souvenir d'enfance et du visionnage d'un documentaire sur les coucous. Ils trouvaient à la fois fascinant et triste que ces oiseaux déposent leurs œufs dans le nid d'une autre espèce et que ceux-ci les nourrissent comme leur propre progéniture. En y cogitant longtemps, il s'est dit que cela pourrait donner une histoire parlant de la famille.
Au début du projet, John Malkovich était prévu pour le rôle de Herr König, un homme de plus de 60 ans, mais celui-ci n'ayant pas pu faire le film, c'est Dan Stevens qui a convaincu qu'il pouvait prendre ce rôle et que l'homme n'avait pas besoin d'avoir réellement plus de 60 ans, sinon dans l'esprit.
Le film a été tourné sur pellicule 35 mm,. Le tournage a lieu en Rhénanie-du-Nord-Westphalie en Allemagne, notamment à Wuppertal, Krefeld et Mönchengladbach.

## Distinctions

### Récompenses
- Festival international du film fantastique de Bruxelles 2024 : Silver Raven[13]
- Festival international du film fantastique de Neuchâtel 2024 : mention spéciale du jury international[14]

### Nominations et sélections
- Berlinale 2024 : section Berlinale Special Gala (hors compétition)[15]
- South by Southwest 2024
- TIFF Next Wave (en) 2024 (Toronto)
- Festival de Raindance 2024 : en compétition[16]
- Festival international du film fantastique de Puchon 2024
- FanTasia 2024 (Montréal)
- Festival international du film de Melbourne 2024
- Festival européen du film fantastique de Strasbourg 2024 : compétition internationale de films fantastiques
- Festival international du film fantastique de Catalogne 2024 (Sitges)
- Festival international du film de Thessalonique 2024
- Festival du film Nuits noires de Tallinn 2024
- Festival Grindhouse Paradise 2025 (Toulouse) : hors compétition